# Albert Maria Eibenschütz

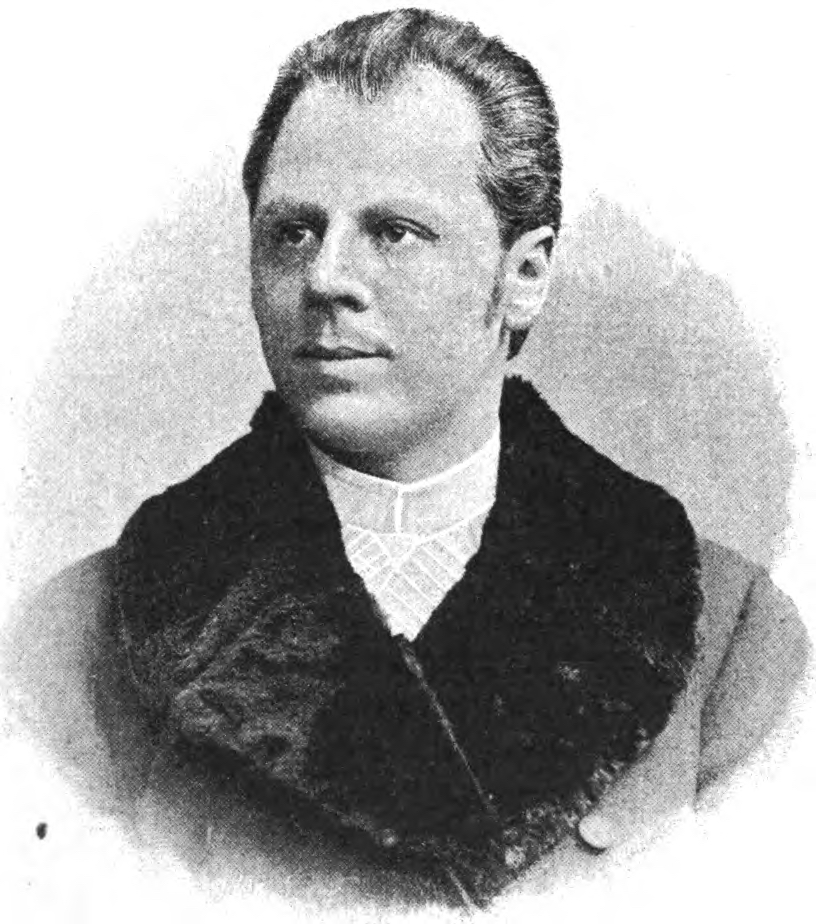
Albert Maria Eibenschütz (vor 1894)

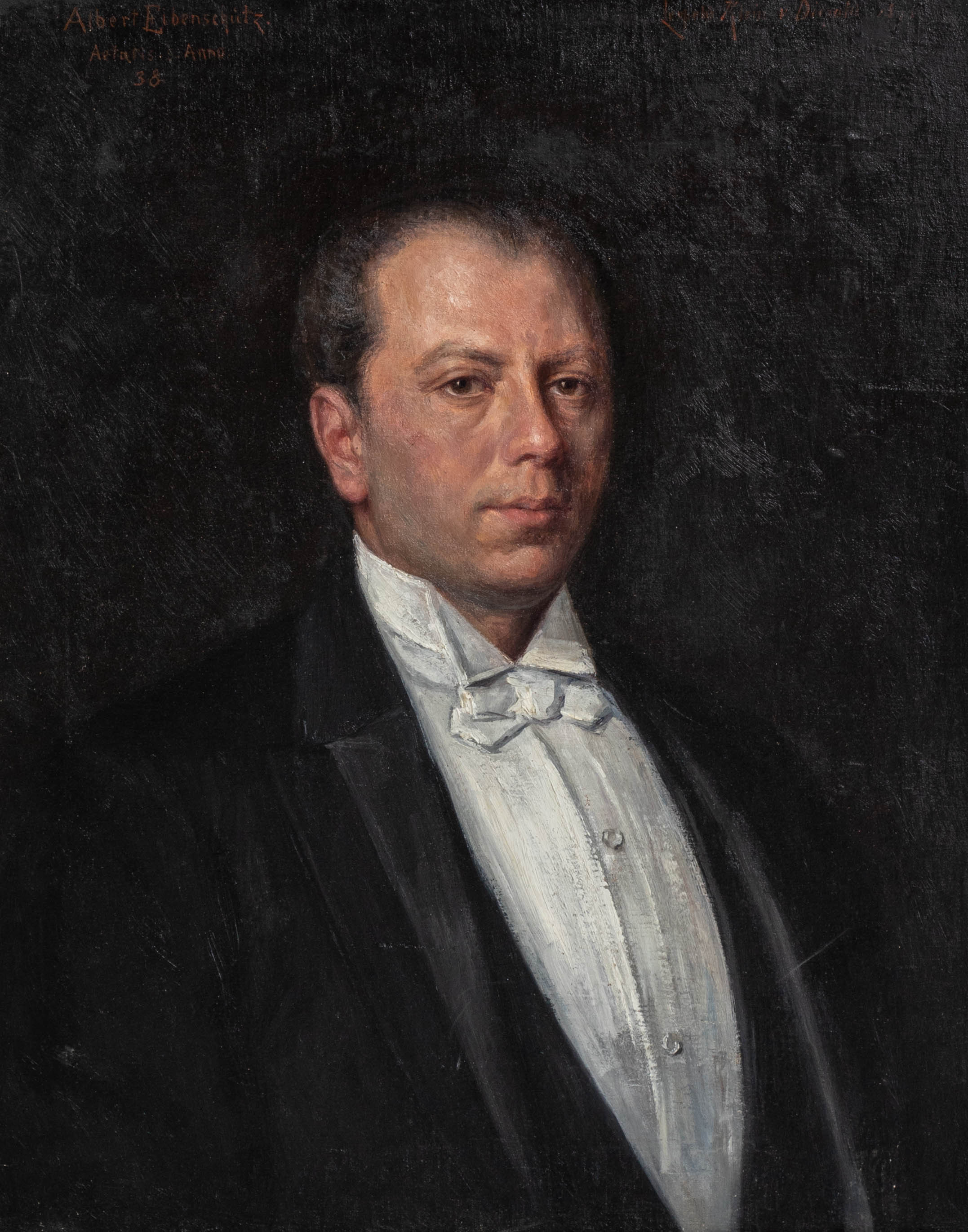
Albert Eibenschütz (1895) von Leo Klein von Diepold

Albert Maria Eibenschütz (* 15. April 1857 in Berlin, Königreich Preußen; † 17. Dezember 1922 ebenda) war ein Pianist und Komponist.

## Leben
Eibenschütz studierte 1874 bis 1876 unter Oscar Paul und Carl Reinecke am Leipziger Konservatorium Klavier und Komposition. Ab 1878 lehrte er an den Konservatorien von Charkiw, Leipzig, Köln, Berlin, Wiesbaden und Aachen. Ab 1918 lebte er als Komponist in Berlin.
Über seinen Vater, den Opernsänger Karl Friedrich Eibenschütz (1829–1874), war er Mitglied der verzweigten Künstlerfamilie Eibenschütz. Seine Mutter war die Sängerin Luise Adelaide „Adele“ Marochetti (1833–1893). Zu seinen Geschwistern zählte Toni Claar-Eibenschütz. Er war zunächst mit Anna Theresa Rosa Knorr (1862–1927) verheiratet, Camilla Eibenschütz war eine gemeinsame Tochter. Im Juni 1898 heiratete er im Londoner Stadtteil Holborn seine ehemalige Klavierschülerin Wilhelmina Marianna Wnuczek (1878–1957). Lia Eibenschütz war ihre gemeinsame Tochter.